# Костенко, Константин Евтихиевич
Константин Евтихиевич Костенко (3 июня 1879, Харьков — 29 января 1956, Ленинград) — российский живописец, график, искусствовед, музейный работник, сотрудник Государственного Русского музея.

## Биография
Константин Евтихиевич Костенко родился в Харькове 22 мая (3 июня) 1879 года. Окончил Московский университет как биолог (1904) . В 1904-06 годах учился в художественной школе Ф. И. Рерберга в Москве, а в 1908 году в студии Е. С. Кругликовой Ла-Полет в Париже. Жил и работал в Харькове, Полтаве, Крыму, с 1922 — в Петрограде,  член Союза Ленинградских художников.
Кандидат искусствоведения, сотрудник Государственного Русского музея (1923—1955), заведующий секцией графики (1944—1955). Архив Костенко хранится в Президентской библиотеке имени Б. Н. Ельцина.
Умер в Ленинграде 29 января 1956  года. Похоронен на участке архитекторов Литераторских мостков Волковского православного кладбища.

## Творчество
В 1905 году, на выставке Московского Товарищества художников, он показал свою первую работу - картину "Большой театр вечером в дождь".
Живописец, график. Живописи присущи экспрессия и контраст локальных тонов. Автор одних из самых живописных пейзажей Крыма. Писал пейзажи России, Италии, Франции, Украины. Тонкий акварелист, пастелист, занимался цветной линогравюрой. Основной жанр творчества — пейзаж. В своем творчестве испытал влияние мирискусников.
Известен портрет М. Волошина 1927 года в технике линогравюры, ныне выставлен в Галеев-Галерее.
Участвовал в выставках «Художественного цеха» (1919) в Харькове, в Петрограде (1923), выставке объединения «Мир искусства» (1924), выставке Общины художников (1925), юбилейной выставке «Художники РСФСР за XV лет» (1932—1933) в Петрограде — Ленинграде, общества «Жар-цвет» (1925), Всесоюзной полиграфической выставке (1927), юбилейной выставке «Гравюра СССР за 10 лет» (1927), выставке «Цветная ксилография, её приемы и возможности» (1929) в Москве и других. Экспонент многих международных выставок и выставок советского искусства за рубежом, в частности выставки русского искусства по городам США (1924—1925), международной выставки художественной промышленности и декоративных искусств в Монце и Милане (1927), выставок советского искусства в Токио, Осаке, Нагое (1927), выставки «Графика и книжное искусство в СССР» в Амстердаме (1929).
Имел персональные выставки в Симферополе (1922), Японии (1925), Ленинграде (1927).

## Работы находятся в собраниях
Произведения находятся в ряде ведущих музейных собраний, в их числе — Государственный Русский музей, ГМИИ им. А. С. Пушкина и другие. В коллекции Дома-музея Максимилиана Волошина, Коктебель.